# Iva Majoli
Iva Majoli, zamężna Marić (ur. 12 sierpnia 1977 w Zagrzebiu) – chorwacka tenisistka, występująca na światowych kortach od 1991 do 2004 roku, mistrzyni French Open 1997 w grze pojedynczej, półfinalistka Mistrzostw WTA 1996 w grze pojedynczej, klasyfikowana w rankingu WTA na 4. miejscu w grze pojedynczej (1996) i na 24. miejscu w grze podwójnej (1995), reprezentantka Chorwacji w Pucharze Federacji, Pucharze Hopmana i na letnich igrzyskach olimpijskich (1996, 2000). Tenisistka praworęczna z oburęcznym backhandem. Od 2012 kapitan reprezentacji Chorwacji w Pucharze Federacji.

## Kariera tenisowa
W ciągu kariery zawodowej (1991-2004) wygrała osiem turniejów w grze pojedynczej i jeden w deblu, legitymując się bilansem singlowym 316 wygranych – 225 przegranych meczów. W lutym 1996 osiągnęła pozycję nr 4 na liście rankingowej WTA, w sierpniu 1995 była klasyfikowana na pozycji nr 24 w grze podwójnej. Kilkakrotnie występowała w turnieju Masters, osiągając półfinał w 1996 i ćwierćfinał w 1997.
Jej największym sukcesem była wygrana French Open w 1997. Niepodziewanie pokonała w finale Szwajcarkę Martinę Hingis 6:4, 6:2, dla której była to jedyna porażka w turniejach wielkoszlemowych w sezonie. Miesiąc po sukcesie na kortach Rolanda Garrosa osiągnęła swój jedyny ćwierćfinał na Wimbledonie, w którym uległa Rosjance Annie Kurnikowej. Ćwierćfinały w turniejach wielkoszlemowych osiągnęła ponadto trzykrotnie na French Open (1995, 1996, 1998) i raz na Australian Open (1996). Na US Open dotarła najwyżej do IV rundy (1/8 finału) w 1994.
W latach 1994, 1997-2000, 2002 i 2004 była członkinią reprezentacji narodowej w Pucharze Federacji. Występowała także na igrzyskach olimpijskich w 1996 i 2000. Zdobyła dwie prestiżowe nagrody przyznawane przez stowarzyszenie tenisistek zawodowych WTA – dla najlepszej młodej zawodniczki sezonu w 1993 oraz za udany powrót do czołówki światowej w 2000.
Krótko po sukcesie wielkoszlemowym przestała osiągać dobre rezultaty. Z powodu kontuzji w 1998 wypadła po raz pierwszy od czterech lat z czołowej dwudziestki rankingu światowego, a rok później nawet z pierwszej setki. Podjęła próbę powrotu do czołówki światowej i rok 2000 zakończyła na miejscu 73, 2001 na miejscu 42, a 2002 na miejscu 32. Wkrótce jednak ponownie utraciła miejsce w czołowej setce i w listopadzie 2004 zakończyła karierę zawodniczą.
9 września 2006 roku została żoną biznesmena Stipe Maricia. 31 października 2006 urodziła swoją pierwszą córkę, Mię.
W 2007 roku wystąpiła w chorwackiej edycji Tańca z gwiazdami, w którym zajęła 6. miejsce. Partnerował jej Marko Herceg.
Pod koniec 2015 roku zdecydowała się powrócić do zawodowego tenisa. Wraz z Anastasiją Buchanko otrzymały dziką kartę do zawodów deblowych podczas turnieju w Moskwie.

## Finały turniejów WTA
| Legenda                | Legenda |
| ---------------------- | ------- |
| Wielki Szlem           |         |
| Igrzyska olimpijskie   |         |
| WTA Tour Championships |         |
| 1988 – 2008            |         |
| Kategoria I            |         |
| Kategoria II           |         |
| Kategoria III          |         |
| Kategoria IV           |         |
| Kategoria V            |         |

### Gra pojedyncza
| Końcowy wynik | Nr | Data                 | Turniej      | Nawierzchnia    | Przeciwniczka           | Wynik finału  |
| ------------- | -- | -------------------- | ------------ | --------------- | ----------------------- | ------------- |
| Finalistka    | 1. | 13 lutego 1994       | Osaka        | Dywanowa (hala) | Manuela Maleewa         | 1:6, 6:4, 5:7 |
| Finalistka    | 2. | 24 kwietnia 1994     | Barcelona    | Ceglana         | Arantxa Sánchez Vicario | 0:6, 2:6      |
| Finalistka    | 3. | 30 października 1994 | Essen        | Dywanowa (hala) | Jana Novotná            | 2:6, 4:6      |
| Finalistka    | 4. | 26 lutego 1995       | Barcelona    | Ceglana         | Arantxa Sánchez Vicario | 7:5, 0:6, 2:6 |
| Zwyciężczyni  | 1. | 8 października 1995  | Zurych       | Dywanowa (hala) | Mary Pierce             | 6:4, 6:4      |
| Zwyciężczyni  | 2. | 15 października 1995 | Filderstadt  | Twarda (hala)   | Gabriela Sabatini       | 6:4, 7:6      |
| Zwyciężczyni  | 3. | 4 lutego 1996        | Tokio        | Dywanowa (hala) | Arantxa Sánchez Vicario | 6:4, 6:1      |
| Finalistka    | 5. | 18 lutego 1996       | Paryż        | Dywanowa (hala) | Julie Halard-Decugis    | 5:7, 6:7      |
| Zwyciężczyni  | 4. | 25 lutego 1996       | Essen        | Dywanowa (hala) | Jana Novotná            | 7:5, 1:6, 7:6 |
| Finalistka    | 6. | 6 października 1996  | Lipsk        | Dywanowa (hala) | Anke Huber              | 7:5, 3:6, 1:6 |
| Zwyciężczyni  | 5. | 23 lutego 1997       | Hanower      | Dywanowa (hala) | Jana Novotná            | 4:6, 7:6, 6:4 |
| Zwyciężczyni  | 6. | 4 maja 1997          | Hamburg      | Ceglana         | Ruxandra Dragomir       | 6:3, 6:2      |
| Zwyciężczyni  | 7. | 8 czerwca 1997       | Paryż        | Ceglana         | Martina Hingis          | 6:4, 6:2      |
| Finalistka    | 7. | 12 listopada 2000    | Kuala Lumpur | Twarda          | Henrieta Nagyová        | 4:6, 2:6      |
| Finalistka    | 8. | 23 września 2001     | Quebec       | Dywanowa (hala) | Meghann Shaughnessy     | 1:6, 3:6      |
| Zwyciężczyni  | 8. | 21 kwietnia 2002     | Charleston   | Ceglana         | Patty Schnyder          | 7:6(5), 6:4   |
| Finalistka    | 9. | 5 maja 2002          | Bol          | Ceglana         | Åsa Svensson            | 3:6, 6:4, 1:6 |

### Gra podwójna
| Końcowy wynik | Nr | Data             | Turniej   | Nawierzchnia    | Partnerka         | Przeciwniczki                             | Wynik finału  |
| ------------- | -- | ---------------- | --------- | --------------- | ----------------- | ----------------------------------------- | ------------- |
| Finalistka    | 1. | 30 kwietnia 1995 | Linz      | Dywanowa (hala) | Petra Schwarz     | Meredith McGrath Nathalie Tauziat         | 1:6, 2:6      |
| Finalistka    | 2. | 26 lutego 1995   | Barcelona | Ceglana         | Mariaan de Swardt | Łarysa Sawczenko Arantxa Sánchez Vicario  | 5:7, 6:4, 5:7 |
| Finalistka    | 3. | 20 sierpnia 1995 | Toronto   | Twarda          | Martina Hingis    | Gabriela Sabatini Brenda Schultz-McCarthy | 6:4, 0:6, 3:6 |
| Finalistka    | 4. | 4 maja 1997      | Hamburg   | Ceglana         | Ruxandra Dragomir | Anke Huber Mary Pierce                    | 6:2, 6:7, 2:6 |
| Zwyciężczyni  | 1. | 11 lutego 2001   | Paryż     | Dywanowa (hala) | Virginie Razzano  | Kimberly Po-Messerli Nathalie Tauziat     | 6:3, 7:5      |